# Gan Gan
Gan Gan es una localidad rural del departamento de Telsen de la provincia del Chubut, en la Patagonia argentina.

## Toponimia
Gan Gan es un nombre tehuelche, como Gaiman, Gastre y Telsen. Los Gününa küna llamaban Gan Gan a los pastos (juncos) del mallín y del denominado hoy "potrero de Gan Gan".
Posteriormente, debido a la influencia del mapudungun (la lengua de los mapuche), surgió una interpretación local por la que Gan se derivaría de Kan que significa carne y el nombre se traduciría como Asado Asado o un gran asado, para todos (Teniendo en cuenta que los carreros y viajeros juntaban y ponían en común la comida).

## Historia
Los habitantes más antiguos de la región fueron los Gününa küna, a quienes los españoles en San Julián denominaron Patagones. 
Gan Gan se encuentra al sur de lo que fue el complejo Yamnago. M. T. Boschin señala la existencia desde hace por lo menos 1000 años, de un grupo regional de cazadores-recolectores con territorialidad entre Maquinchao-Los Menucos al norte, Gastre-Gan Gan al sur, la subcuenca del río Maquinchao al este y el borde oriental de la Meseta de Somuncurá al oeste, explotaron el Gran Bajo de Yamnago con eficacia tecnológica e ideológica. Aquellos cazadores no solo dispusieron de un modo económico apto para optimizar la oferta natural, sino de una organización social que les posibilitó significar, sectorizar y demarcar su territorio.
Era lugar de parada en los caminos indígenas desde el sur de Río Negro hasta el Chubut. “En épocas antiguas la toldería se movía de Maquinchao, donde pasaba el invierno, a Gan Gan, Gastre y alrededores, donde pasaba el verano.” A mediados del siglo XIX era paradero estacional de las familias de Francisco, Antonio, Kual, Pichalao y Chiquichano, que se movían entre Jacobacci, Maquinchao y Valcheta por el norte; y Gan-Gan, Gastre al sur. Había riales hasta Gan Gan.
También, fue lugar de parada para arrieros, carreros y viajantes (inmigrantes europeos) que acarreaban sus productos hacia Trelew y Puerto Madryn. De regreso, la carga era todo tipo de provisiones, para establecerse en la cordillera o en la meseta. Para esa época se instalan en el lugar los toldos del cacique Cual.[cita requerida]
En mayo de 1892, el Dr. Florentino Machón y Santiago Roth junto con sus asistentes, llegan a Gan Gan. Quien cuenta: 

En este lugar existe un oasis, un lugar privilegiado donde, sobre un bonito mallin, al borde de la laguna salada de Gan-Gan, pastan algunos vacunos y caballos. La laguna se ve cubierta de una gruesa capa de hielo, y en su extremo se perciben los fuegos de la toldería del cacique tehuelche Cual.

La familia tehuelche Cual pidió en 1902, quince leguas en el lugar. El cacique Cual, en el momento de pedir al gobernador de Chubut la autorización para establecerse en el paraje de Gan-Gan, le suplicó que no  dijera a nadie el lugar de su nueva residencia, a fin de evitar que los vendedores de bebidas  alcohólicas viniesen a destruir hasta el último de sus hombres. Fue el gobernador mismo quien me lo contó.
En octubre de 1904, llega en visita misionera el Padre Mario Migone (S.D.B.) acompañado por el Hermano Coadjutor José Puig. En 1909, el ciudadano español Juan Goicochea, construye su casa en el lugar. En 1911 llegó a la zona el Maestro Tomás Harrington. Harrington, que procedía en su última etapa de Maquinchao, hizo el viaje en “un cochecito tirado por tres caballos”. Pronto comenzó a dar clases, y posteriormente a recoger valiosa información acerca de la lengua y genealogía de los indígenas del lugar. Vivió en Gan Gan desde 1914 a 1918, visitando a menudo otras localidades.  
Más tarde, la Escuela Nacional primaria, llevará el número 100, la que funcionó hasta comienzos de la década de 1970. Con la construcción de un edificio nuevo, la educación continua en la escuela provincial número 33 hasta la actualidad. En la década de 1910 fueron halladas en Gan Gan piedras talladas con serpientes y otros símbolos, que no han sido descifrados. Se exhiben en la actualidad en Museo Regional Salesiano de Rawson. [cita requerida]
El 31 de marzo de 1915, Elena Greenhill, a los 42 años, muere en una emboscada por policías de civil al mando del comisario Félix Valenciano cerca de Laguna Fría en un pequeño cerro volcánico que hoy lleva el nombre de cerro La Inglesa, en proximidades de Gan Gan. Permaneció sepultada en Gan Gan hasta 1949, en que fue trasladada por su hermana al cementerio británico en Buenos Aires. Dicen los antiguos que al juez lo compraba, mostrándole el mango de su facón que tenía una gran puntería con su revólver con el que podía hacer apuestas acertándole a un cigarro que se ponia a sobre un palenque a cierta distancia de tiro y que era muy temida por los hacendados y bolicheros de la región. [cita requerida]
En 1946, bajo el gobierno de Juan Domingo Perón, se construye el hospital rural, en sus características se asemeja a la de una gran carpa del ejército pero de material metálico en su exterior, de hecho su color original es el verde militar. Hacia 1954, Gan Gan tenía 252 habitantes. [cita requerida]
En 1984, fue hallado un meteorito de octahedrita en las inmediaciones. Se recuperaron 83 kg. En el año 1995, por primera vez en la historia, unen el trayecto Trelew-Gan Gan en bicicleta, Norberto Gregorio "Beto" Carro y Mario Jorge Mugueta. El trayecto se realizó por la picada de La Kroque, Bajada del Diablo y tuvo una duración de tres días.[cita requerida]
En el año 1997 llega a la cima del volcán Domuyo de 4709 m s. n. m., (el por entonces Salesiano de Don Bosco) Ricardo Mugueta. Al haber hecho cumbre se convirtió en el primer "Andinista Ganganés" que llegó a la montaña más alta de la Patagonia, siendo además el primero del grupo. Ya en febrero del año 1995, como estudiante de Filosofía, había sido el  primer "ganganés" en hacer cumbre en el volcán Lanín de 3776 metros de altura.[cita requerida]
Indudablemente, Norte-Sur, Ruta provincial 67, y la del Este-Oeste, Ruta provincial 4. En el 2004, el Padre José Kindslehner junto a la comunidad del lugar lleva adelante un proyecto de conservación y mejoramiento de la producción caprina y ovina de los crianceros de la meseta chubutense. En 2008, después de varios años de tratativas, el gobernador de la provincia firmó la primera concesión para explorar hidrocarburos en dos áreas de la zona de Gan Gan. Tendrá una inversión de diez millones de dólares provistos por el consorcio conformado por las firmas Wintershall Energía SA e YPF.
En enero de 2009, pasó por Gan Gan el Rally Dakar, que luego atravesó la Meseta de Somuncurá, considerado uno de los tramos más complicados de todo el recorrido. En  cercanías de Gan Gan se destinó un sector donde el público pudo apostarse para ver pasar a los corredores. En febrero de 2009 la VI Fiesta del Gaucho y la Taba, tuvo la particularidad de contar con la participación por primera vez en la historia de la fiesta, de una mujer en el concurso de taba, desterrando, con su actuación, el concepto de que se trata de una actividad casi por tradición exclusiva de los hombres de campo."
En el año 2009, "La Cruz" de 3,5 m (que se encuentra en "El Cerro de La Cruz"), cumplió 50 años. Fue hecha por un misionero salesiano, con la ayuda del joven maestro Omar Alfredo Montenegro y algunos alumnos de la Escuela Nacional n.º 100, Aurelio Arévalo, Bernardo Ruiz y Carlos Yalataque entre otros, que prestaban los caballos para subir los materiales y la arena de la laguna. La ceniza volcánica del volcán Puyehue desde el 4 de junio de 2011, ha afectado a la ganadería en la zona.

## Población
Contó con 661 habitantes (Indec, 2010), lo que representó un incremento del 12% frente a los 587 habitantes (Indec, 2001) del censo anterior. La población se compuso de 319 varones y 342 mujeres, lo que arrojó un índice de masculinidad del 93.27%. En tanto, las viviendas pasaron a ser 294.
Tras el censo de 2022 se conoció un crecimiento sostenido de la localidad con 756 y unas 349 viviendas.
| Gráfica de evolución demográfica de Gan Gan entre 1991 y 2022 |
|                                                               |
| Fuente: Censos nacionales del INDEC                           |

## Generalidades
Está situado a 1622 km de la ciudad de Buenos Aires y a 394 km de Rawson, capital provincial. 
El pueblo, de unas 15 manzanas, posee todos los servicios básicos: estación de servicio (combustibles), gomería, hospital, comisaría, Juzgado de Paz, correo, televisión, internet (a través de la señal de la empresa Claro) teléfono, escuela primaria, iglesia (Salesianos de Don Bosco con presencia permanente), club social y deportivo, gimnasio municipal, electricidad las 24 h, pista de aterrizaje de tierra (para avionetas solamente), Terminal de ómnibus;  Panadería, Carnicería, Almacenes de comestibles, Minimercados, Kioscos. Tiene un pequeño Hotel. Hay transporte de pasajeros por ómnibus hacia Trelew dos veces por semana (los martes, pasando por Puerto Madryn y Telsen, y los viernes, por Bajada del Diablo, ambos servicios prestados por la empresa El Ñandú SRL, con destino a Gastre).

## Accesos
Los caminos para llegar a Gan Gan son de tierra consolidada, la principal es la ruta provincial 4, proviniendo de Puerto Madryn. Desde Trelew se puede acceder por la ruta nacional 25 y luego por la ruta provincial 11. O por ruta provincial n.º 8 hasta el empalme con ruta provincial n.º 4. En cuanto al alojamiento, la localidad posee tres hoteles.

## Fiestas
El pueblo de Gan Gan festeja su aniversario el 21 de septiembre. La fiesta patronal es el día 8 de diciembre; la capilla del pueblo está dedicada a la Virgen María bajo el título de "Inmaculada y Auxiliadora". Últimamente se añadió una nueva fiesta: "La fiesta regional del gaucho y de la taba".

## Clima
El clima de la región es árido, desértico, seco y frío, con vientos intensos (hasta 200 km/h). Las temperaturas en verano oscilan entre -3 °C y 40 °C y en invierno entre -30 °C y 0 °C. Las lluvias varían entre 125 mm y 475 mm anuales, ocurriendo nevadas intensas durante la estación invernal.

## Gan Gan en la literatura
Gan Gan tiene sus reflejos en la literatura patagónica. Por ejemplo:

Vine con la finada mamá; vino a fallecer acá, a Gan Gan, anciana también. Bien laboreadita, todo bonito los telares. Muy ágil la gente de antes. Por qué...eso es lo que no sé. Vaya a saber, solamente dios puede saber... No se supo qué es lo que pasó. Cada vez menos capitales, cada vez menos, cada vez menos. Al final, nos vamos a quedar sin nada. (…)
Se aconsejaban uno con otro, ellos que no tenían que hacer maldad ninguna; tenían que ser tranquilos y dios les daba suerte, vida. Mire que había capitales a granel, pasto así de alto. Acá en Gan Gan, en la aguada había un pasto que sale pa arriba como un árbol, había ahí. Pantanos, menucos. Yo hacía así y se movía la tierra, el agua abajo y verdecito el pasto arriba. Era blando.
Marcelo Eckhart, Trelew

## Parroquias de la Iglesia católica en Gan Gan
| Diócesis  | Rawson                   |
| --------- | ------------------------ |
| Parroquia | Nuestra Señora de la Paz |